# Max Schirschin
Max Schirschin (Krzanowice, 29 januari 1921 – Rouen, 16 mei 2013) was een Duits voetballer en voetbalcoach. In het seizoen 1965/66 was hij hoofdtrainer van Fortuna '54.